# Rybnica (województwo lubelskie)
Rybnica – wieś w Polsce położona w województwie lubelskim, w powiecie tomaszowskim, w gminie Susiec.
W latach 1975–1998 miejscowość położona była w województwie zamojskim.
Wieś stanowi sołectwo gminy Susiec. Według Narodowego Spisu Powszechnego z roku 2011 wieś liczyła 226 mieszkańców.
Wierni Kościoła rzymskokatolickiego należą do parafii św. Jana Nepomucena w Suścu.

## Części wsi
| SIMC    | Nazwa         | Rodzaj    |
| ------- | ------------- | --------- |
| 0900436 | Koszele       | część wsi |
| 0900442 | Niwka-Gajówka | część wsi |
| 0900459 | Sikliwce      | część wsi |
| 0900465 | Susiec        | część wsi |

## Historia
Rybnicę w wieku XIX opisano jako wieś i folwark nad potokiem bez nazwy (dziś Łosiniecki Potok) dopływem pobliskiej Tanwi położonej w powiecie biłgorajskim, gminie Majdan Sopocki, parafii Tomaszów i Majdan Sopocki (dla wschodniego obrzędu). Wieś była wówczas odległa 1 wiorstę od granicy z Galicją, położona wśród lasów, na wzniesieniu. Posiadała 28 domów i 212 mieszkańców (w tym 71 wyznania łacińskiego), gruntów ornych 451 mórg.
Według spisu miast, wsi, osad Królestwa Polskiego w 1827 roku było tu 18 domów i 132 mieszkańców.
Rozległy staw rybny nadał nazwę wsi. Według noty SgKP z roku 1889 -  „Folwark Rybnica należał do ordynacji zamojskiej, posiadał 90 mórg roli, przy nim młyn i tartak wodny. Lasy sosnowe i jodłowe dobrze utrzymane obfitują w starodrzew i zwierzynę (sarny). Ludność, oprócz rolnictwa trudni się przemycaniem okowity. W okolicy tej wsi w lesie znajdują się wielkie kopce i sypane wały. Podanie głosi iż w czasie napadów tatarskich cała ludność uciekała w te lasy. Gleba w ogóle piaszczysta, ludność uboga z powodu odległości od miast i braku zarobku. O kilka wiorst od wsi leży nad Tanwią Łysa Góra. Tanew płynąc granicą od Galicji, skalistym korytem, tworzy małe wodospady”.